# Tělovýchovná jednota Sparta ČKD Praha 1967-1968
Questa voce raccoglie le informazioni riguardanti il Tělovýchovná jednota Sparta ČKD Praha nelle competizioni ufficiali della stagione 1967-1968.

## Stagione
Lo Sparta Praga raggiunge il settimo posto torneo nazionale ma non raggiunge la finale di coppa cecoslovacca. In Coppa Campioni i granata eliminano i norvegesi dello Skeid (1-2) e i belgi dell'Anderlecht (6-5) prima di essere estromessi ai quarti di finale dal Real Madrid (4-2).

## Calciomercato
Nell'estate del 1967 è acquistato il difensore Tibor Semendak.

## Rosa
| N. |                           | Ruolo | Calciatore         |
| -- | ------------------------- | ----- | ------------------ |
|    | Cecoslovacchia (bandiera) | P     | Antonin Kramerius  |
|    | Cecoslovacchia (bandiera) | D     | Václav Migas       |
|    | Cecoslovacchia (bandiera) | D     | Jan Tenner         |
|    | Cecoslovacchia (bandiera) | D     | Tibor Semendak     |
|    | Cecoslovacchia (bandiera) | D     | František Chovanek |
|    | Cecoslovacchia (bandiera) | C     | Václav Vrana       |
|    | Cecoslovacchia (bandiera) | C     | Pavel Dyba         |

| N. |                           | Ruolo | Calciatore      |
| -- | ------------------------- | ----- | --------------- |
|    | Cecoslovacchia (bandiera) | C     | Andrej Kvašňák  |
|    | Cecoslovacchia (bandiera) | C     | Bohumil Veselý  |
|    | Cecoslovacchia (bandiera) | A     | Tomáš Pospíchal |
|    | Cecoslovacchia (bandiera) | A     | Václav Mašek    |
|    | Cecoslovacchia (bandiera) | A     | Ivan Mráz       |
|    | Cecoslovacchia (bandiera) | A     | Jaroslav Barton |
|    | Cecoslovacchia (bandiera) | A     | Josef Jurkanin  |